# Charles Bruck
Charles Bruck (n. 2 mai 1911, Timișoara, Austro-Ungaria – d. 16 iulie 1995, Hancock⁠(d), Maine, SUA) a fost un dirijor și pedagog franco-american, evreu originar din Banat, cunoscut discipol al lui Pierre Monteux⁠(en)[traduceți].

## Biografia
S-a născut într-o familie de evrei așkenazi maghiarofoni în orașul Timișoara, pe atunci în Imperiul Austro-Ungar. A părăsit orașul natal în 1928 pentru a studia la Conservatorul din Viena pianul și compoziția, după  care a urmat cursuri la École Normale de Musique din Paris, ca elev al lui  Alfred Cortot, Nadia Boulanger și Vlado Perlemuter, in paralel făcând și studii de drept (doctor în drept, 1936). Dirijatul l-a studiat cu Pierre Monteux începând cu 1934 și din 1936 a dirijat Orchestra Simfonică din Paris. A fost o vreme dirijor șef la Orchestra Operei Olandei în Amsterdam (1950–1954), la Filarmonica din Strasbourg (1955–1965) și la Orchestra filarmonică a Radiodifuziunii franceze Radio (ORTF) din Paris (1965–1970). În 1939 a obținut cetățenia franceză și în al Doilea Război Mondial a participat la Rezistența franceză. S-a stabilit la Les Baux-de-Provence. După 1969 a preluat conducerea școlii (ca director muzical și prim-dirijor) pe care a  înființat-o Pierre Monteux în statul american Maine, Pierre Monteux School for Conductors and Orchestra Musicians, lucrând acolo vreme de 26 de ani, până la decesul său de cancer la vârsta de 84 de ani. 
Cenușa sa a fost depusă în Ierusalim.
Este cunoscut și pentru înregistrările și execuțiile multor lucrări muzicale din Secolul al XX-lea, unele fiind prime audiții, de asemenea a dirijat, între altele,  muzică franceză clasică (Berlioz), dar și muzica de compozitori din Europa Centrală și de est: Beethoven, Brahms, Stravinski,  Béla Bartók, Leoš Janáček, George Enescu, Serghei Prokofiev, György Ligeti, Iannis Xenakis, Olivier Messiaen, Pierre Boulez.